# Helioceratops
Helioceratops – rodzaj dinozaura z grupy ceratopsów. Jest uznawany za bazalnego przedstawiciela neoceratopsów (Neoceratopsia). Żył na przełomie wczesnej i późnej kredy na terenie współczesnych Chin. Jego szczątki odnaleziono w formacji Quantou w prowincji Jilin. Od innych bazalnych neoceratopsów odróżniały go przede wszystkim cechy budowy czaszki. Wraz z agujaceratopsem i jamaceratopsem Helioceratops reprezentuje najbardziej zaawansowaną grupę ceratopsów nienależących do kladu Coronosauria.
Helioceratops jest kolejnym bazalnym neoceratopsem odkrytym na terenach współczesnych północnych Chin lub południowej Mongolii. Wydaje się prawdopodobne, że na tych terenach wyewoluowały bardziej zaawansowane, późnokredowe Coronosauria.